# 德班機場
以下是德班機場列表。

## 主要
- 德班國際機場 (前稱路易博塔機場) 是距離德班以南15公里。這是主要的機場在德班，服務國內航線往南非，和國際航線往斯威士蘭，莫桑比克和布里裘斯。機場會在2010年關閉並遷往沙卡國王國際機場。[1]
- 弗吉尼亞機場是位於郊區的La聖盧西亞，距離德班北面10公里。該機場處理普通飛行。

## 未來機場
- 沙卡國王國際機場現在於香格里拉慈悲，距離德班北面35公里。將會2010年開幕並取代德班國際機場。[1]

## 共他機場
- 有一個小機場在卡托嶺東北面，距離德班西面約50公里。

## 備註
1. 1 2  Harrilall, Kavith. . The Witness. 2008-10-24  [2008-10-28]. （原始内容存档于2008-10-29）.

## 外部連結
- 德班國際機場
- 沙卡國王國際機場 （页面存档备份，存于）